# Mercedes-Benz O305
Mercedes-Benz O305 — автобус із задньомоторним компонуванням, що вироблявся в Західній Німеччині з 1967 по 1987 рік за специфікацією VöV-Standard-Bus. Цей автобус був розроблений для заміни Mercedes-Benz O317. Одиночна модель отримала індекс O305, зчленована - O305G, приміська - O307. Пізніше O305 на конвеєрі замінив Mercedes-Benz 400-ї серії.
В основному модель O305 вироблялася в одноповерховому варіанті. Моделі O305 і O305G були закуплені для високошвидкісної траси направляється автобуса О-Бан в місті Аделаїді. Однак, в Гонконзі, Сінгапурі, Великій Британії та Південній Африці можна зустріти і двоповерхові варіанти, побудовані на шасі O305.

## Гонконг
Для O305 це була перша франчайзингова угода, зроблена за межами Сполученого Королівства та країн Співдружності націй. В цілому було вироблено близько 41 автобуса в 1983 і в 1985 роках. Всі вони були списані в 2001/2002 роках, За винятком трьох машин, які були збережені ентузіастами з Гонконгу.

## Сінгапур
У 1982 році Сінгапур придбав двісті двоповерхових автобусів Mercedes-Benz O305, які були дуже схожі на O305 з Гонконгу. На них був встановлений двигун OM407h об'ємом 11412 куб.см з модульною КПП W3D080. Номінальна пасажиромісткість — 109 осіб, перші з них був введений в експлуатацію в 1984 році і всі вони були списані на початку 2000-х.

## Австралія

### Сідней
STA придбав більше 1300 O305 з кузовами від різних виробників в 1977 і 1987 роках. 30 з них були зчленовані моделі O305G.

### Перт
Перт — перше австралійське місто де почали працювати Mercedes-Benz O305. Першим перевізником, що використовує дану модель, став Metropolitan Transport Trust (MTT) в 1975 році. У період з 1975 по 1986, було придбано більше 400 MB.

### Канберра
Для Канберри також була закуплена партія Mercedes-Benz O305 з кузовами Ansair (Мельбурн). В цілому близько 85 автобусів було поставлено 1984 році. Більшість з них було списано в 1995 і 1999 роках. Одна частина працює в приватних компаніях в Сіднеї, а інша розкидана по всій країні. 12 були експортовані в Нову Зеландію, для роботи в Окленді і Веллінгтоні.
У 1984 році, на додаток до партії зчленованих MAN SG192, закуплених в 1970-х, були закуплені 5 Mercedes-Benz O305G. вони були ідентичні 85 МВ O305, закуплених раніше. Кілька з них було утилізовано в 1997/1998 роках, а інші були продані в різні приватні транспортні компанії по всій Австралії.

### Аделаїда
Перші автобуси, що курсують по О-Бану, були спеціально модифіковані Mercedes-Benz моделі O305. Було придбано 41 одиночну і 51 зчленовану модель, спочатку їх вартість становила 98 млн.доларів США. Закуплені в Німеччині шасі були серйозно змінені на заводі Mitsubishi Motors в Тонслі. Потужність двигуна була збільшена до 240 к.с. на одиночних моделях, і до 280 к. с. на зчленованих. Це були перші автобуси розвивали швидкість до 100 км / год на приміських маршрутах.

## СССР/Росія
У Росії і країнах СНД даний автобус набув широкого поширення в 1990-і роки, коли Автобусні парки широко закуповували вживані Автобуси в Німеччині, Бельгії, Швеції, Фінляндії, Норвегії, Чехії, Франції, Швейцарії, Італії, Іспанії та інших європейських країнах. У Єкатеринбурзі дані автобуси експлуатуються і в наші дні за маршрутом №37" ТЦ Мега" - Єлизавет". Так само дані автобуси експлуатуються в Белграді на 2018 рік. Єдиний і останній маршрутний Mercedes-Benz O305G експлуатувався в Архангельській області до липня 2021 року.
Mercedes-Benz O307 відрізнявся від моделі O305, головним чином, більш довгим кузовом, де були подовжені база і задній звис, а довжина була збільшена до 11630 мм. у Росії експлуатувалися, в основному дві версії цього автобуса: 307055 - з дверима, що відкриваються назовні і вузькими передніми дверима і 307050 - з дверима, що відкриваються всередину, як на моделі О305. Оснащувалися, в основному, механічною коробкою передач: п'ятиступеневою GO 3.60 або чотириступеневою GO 3.70. З найбільш поширеним редуктором заднього моста, передавальне число головної передачі якого було 1,38, автобус розганявся до швидкості 92 км/ч.з більш рідкісним редуктором, передавальне число головної передачі якого було 1,2, автобус розганявся до швидкості 106 км/ч. відрізнялися також обладнання автобуса. Були три основних види крісел: диванного типу з ручками і без ручок, і окремі крісла з невідкидними спинками. Частина автобусів оснащувалася багажними відсіками. Відрізнялися і двигуни. OM407, встановлений на моделях О307, мав подовжений шків колінвалу. Потужності двигунів були від 180 до 280 к.с. автобуси були оснащені котлами Webasto, що полегшувало запуск і прогрів двигунів в мороз, а також дозволяло підтримувати температуру в салоні в сильні морози. Частина машин була обладнана подвійним склінням. Основним недоліком кузова була корозія силових елементів в районі заднього моста. Незважаючи на те, що машини приходили в Росію в середньому після 15 років експлуатації в Німеччині, вони були в гідному стані. Початок їх експлуатації ознаменував собою якісно новий етап в пасажирських перевезеннях, що дозволило не тільки значно збільшити середню швидкість і комфорт, але і відкрити нові маршрути.